# Brad Shepik

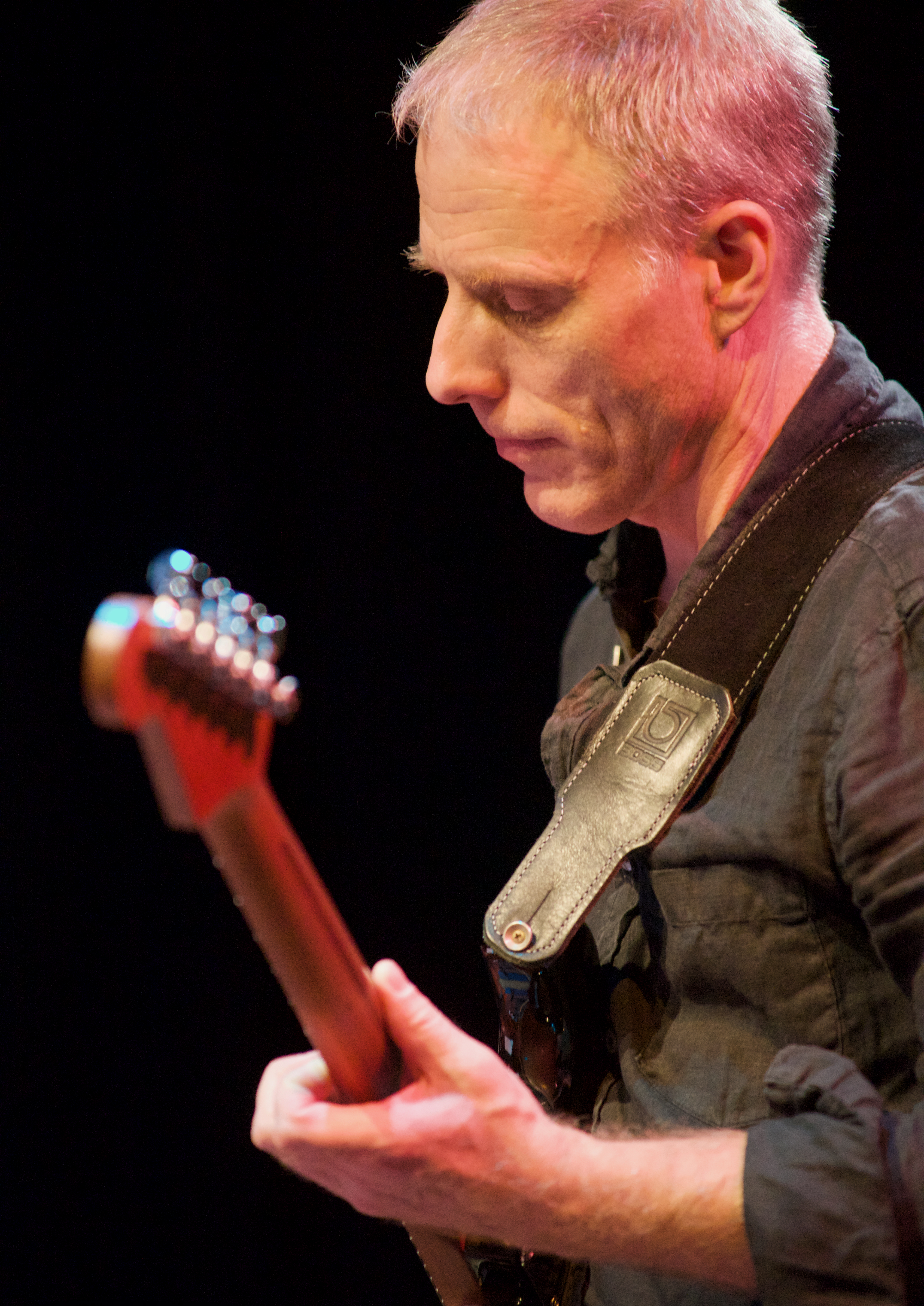
Brad Shepik

Brad Shepik (* 1966 in Walla Walla (Washington) als Brad Schoeppach) ist ein amerikanischer Gitarrist des Modern Creative Jazz.

## Leben und Wirken
Shepik, der in Seattle aufwuchs, begann im Alter von zehn Jahren auf der Gitarre seines Vaters zu spielen. In Schulbands Gitarre und Saxophon, um dann das Cornish College of the Arts zu besuchen, wo er bei Jerry Granelli, Julian Priester, Dave Peck und Ralph Towner studierte. In Seattle gründete er in den späten 1980er Jahren mit Briggan Krauss und Aaron Alexander das Trio Babkas, das durch Wayne Horvitz gefördert wurde. 1990 zog er nach New York City, wo er bald lange Jahre im Tiny Bell Trio von Dave Douglas und auch in Paul Motians Electric Bebop Band spielte. 1994 wurde er Mitglied von Matt Darriaus Paradox Trio, das Klezmer, Balkanmusik und Jazz fusionierte. Mit Chris Speed, Jim Black und Skúli Sverrisson gründete er Pachora, um World Jazz zu spielen. In seinen eigenen Projekten, etwa mit den Commuters entwarf er häufig „einen eigenen Kosmos aus afrikanischen, persischen, arabischen und Balkan-Traditionen“ (The Loan, 1997), kehrte aber auch mit  Alben wie  Short Trip (2001) und Drip (2003) zu einem avancierten Jazz zurück. Er ist auch Mitglied von Joey Barons Killer Joey und spielte auch mit Carla Bley, Charlie Haden, Andy Laster, Franz Koglmann, Jamie Baum und der Ken Schaphorst Big Band. 2011 erschien sein Album Across the Way . Zu hören ist er u. a. auch auf Jamie Baums Album What Times Are These (2024).

## Lexigraphischer Eintrag
- Wolf Kampmann (Hrsg.), unter Mitarbeit von Ekkehard Jost: Reclams Jazzlexikon. Reclam, Stuttgart 2003, ISBN 3-15-010528-5.